# هری یانسن
هری یانسن (هلندی: Harrie Jansen؛ زادهٔ ۲۵ ژانویهٔ ۱۹۴۷) دوچرخه‌سوار اهل هلند است.